# Pietro Boselli
Pour les articles homonymes, voir Pietro Boselli (peintre) et Boselli.
Pietro Boselli, né le 3 décembre 1988, est un ingénieur, ancien maître de conférences en mathématiques à l'University College de Londres et mannequin italien.

## Biographie
Boselli est repéré à l'âge de 6 ans et devient mannequin pour Armani Junior. Il poursuivra plus tard ses études  en génie mécanique à l'University College de Londres. Il décroche son diplôme en 2010 et obtient une mention très bien. Après l'obtention de son diplôme, il entame un doctorat. Au cours de ses années de doctorat, Boselli enseigne les mathématiques à des étudiants en génie mécanique de première année. Il obtient son doctorat le 16 février 2016. En janvier 2014, sa notoriété décolle grâce à une photo de lui devenue virale sur Facebook,. Cette nouvelle notoriété lui permet de signer un contrat chez l'agence de mannequin britannique Models 1.

## Carrière
Boselli est apparu dans plusieurs publicités américaines pour la marque Abercrombie & Fitch notamment. Il a également fait la double page de la version chinoise de GQ ainsi que la couverture du magazine Attitude,,.